# Clarins Open 1990
Il Clarins Open 1990 è stato un torneo di tennis giocato sulla terra rossa. È stata la 4ª edizione del torneo, che fa parte della categoria Tier IV nell'ambito del WTA Tour 1990. Si è giocato a Parigi in Francia, dal 17 al 23 settembre 1990.

## Campionesse

### Singolare
Conchita Martínez ha battuto in finale  Patricia Tarabini con il punteggio di 7–5, 6–3.

### Doppio
Kristin Godridge /  Kirrily Sharpe hanno battuto in finale  Alexia Dechaume /  Nathalie Herreman con il punteggio di 4–6, 6–3, 6–1.